# Przyrząd asekuracyjny
Przyrząd asekuracyjny - ogólna nazwa urządzeń zwiększających siłę hamowania liny, służących do asekuracji podczas wspinaczki. 
Większość przyrządów asekuracyjnych spełnia też funkcje przyrządów zjazdowych. Przyrządy przeznaczone zarówno do asekuracji jak i zjazdu nazywane są także przyrządami asekuracyjno-zjazdowymi.
Przyrząd asekuracyjny pozwala na utrzymanie (tzw. zablokowanie) liny asekuracyjnej, nawet jeśli jej drugi koniec został obciążony siłą o wartości zbyt dużej, by możliwe było utrzymanie liny bezpośrednio w dłoni. Oprócz zablokowania liny, przyrząd taki powinien pozwalać na bezpieczne i wygodne wydawanie luzu (zwiększanie czynnego odcinka liny asekuracyjnej) oraz wybieranie liny (przeciwieństwo wydawania luzu).

## Zasada działania
Z technicznego punktu widzenia, przyrząd asekuracyjny jest szczególnym przypadkiem hamulca taśmowego. Przyjmuje się, że przeciętny człowiek może utrzymać jedną dłonią przeciętną linę wspinaczkową obciążoną siłą 20 daN. Wielkość siły ścisku dłoni zależy oczywiście od grubości i rodzaju liny i indywidualnych predyspozycji asekurującego i u wytrenowanych wspinaczy przekracza ciężar ich ciała. Najprostszą metodą zwiększenia siły hamowania dłoni jest założenie odpowiednich rękawic. Wartości sił, które mogą zadziałać na linę asekuracyjną, są jednak na tyle duże, że zachodzi ryzyko wyrwania liny z dłoni asekurującego - co pozbawiłoby wspinacza asekuracji. Podczas powstrzymywania odpadnięcia, na linie mogą pojawić się siły rzędu 1200 daN. Przyrządy asekuracyjne pozwalają na kontrolowane zablokowanie liny obciążonej taką siłą, pełnią zatem rolę mechanicznych hamulców, zwielokrotniających siłę hamowania dłoni człowieka.

## Rodzaje
Rolę przyrządu asekuracyjnego może pełnić owinięcie liny wokół bloku skalnego, grubego drzewa, czy w przypadku asekuracji "z ciała" wokół ciała asekurującego. Współcześnie ta metoda jest rzadko stosowana. 
Popularnym i prostym przyrządem asekuracyjnym jest półwyblinka – specjalny węzeł, wiązany wokół wpiętego w uprząż lub stanowisko, zabezpieczonego karabinka. Półwyblinka zapewnia 15 - 20 krotne zwiększenie siły hamowania dłoni. Jej zaletą jest minimalizacja wymagań w stosunku do posiadanego i transportowanego sprzętu wspinaczkowego - do jej wykonania nie są potrzebne żadne dodatkowe elementy oprócz karabinka i samej liny. Z tego względu, półwyblinka może pełnić rolę rezerwowego sposobu asekuracji - np. w razie zgubienia normalnie używanego przyrządu. Wadą stosowania półwyblinki jest znaczne skręcanie się (i w konsekwencji plątanie) liny.
Inne przyrządy asekuracyjne:
- Ósemka - jeden z najstarszych przyrządów asekuracyjnych. Z uwagi na małą siłę hamowania obecni używana jest głównie do zjazdów lub w warunkach zimowych na oblodzonych linach, gdy użycie innego przyrządu nie jest możliwe.
- Płytka Stichta - pierwowzór kubka wspinaczkowego. Prosta w obsłudze i zapewniająca duża siłę hamowania.
- Kubek - ulepszona wersja płytki Stichta. Lepiej odprowadza ciepło i ma większą siłę hamowania.
- Reverso - zapewnia dobre hamowanie, może działać jako przyrząd samozaciskowy przy asekuracji z górnego stanowiska.
- ATC Guide - przyrząd o zastosowaniach zbliżonych do reverso.
- Płytka przewodnicka (nazwy handlowe: Gi-gi, New Alp) - lekki, bardzo uniwersalny przyrząd który może być używany do asekuracji z górnego stanowiska.

Automatyczne przyrządy asekuracyjne:
- gri-gri (najpopularniejszy przyrząd i często synonim tego typu przyrządu)
- Single Rope Controller

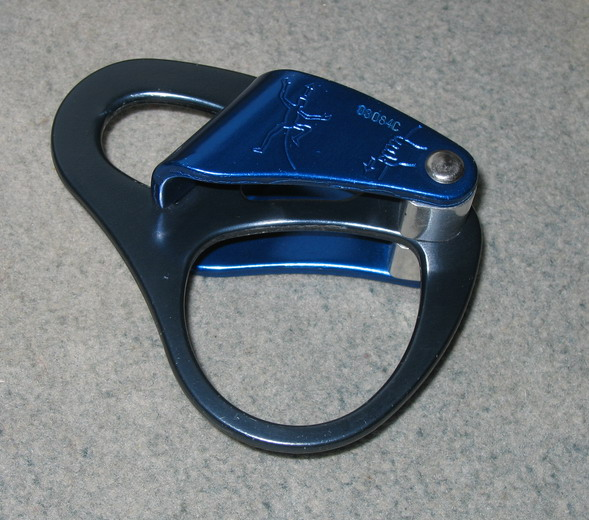
Reverso: przyrząd asekuracyjno-zjazdowy
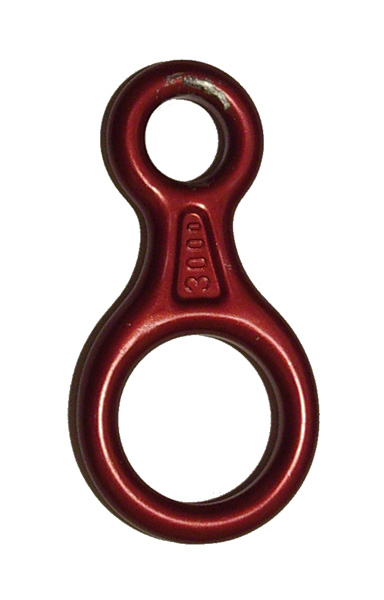
Ósemka - przyrząd asekuracyjno-zjazdowy
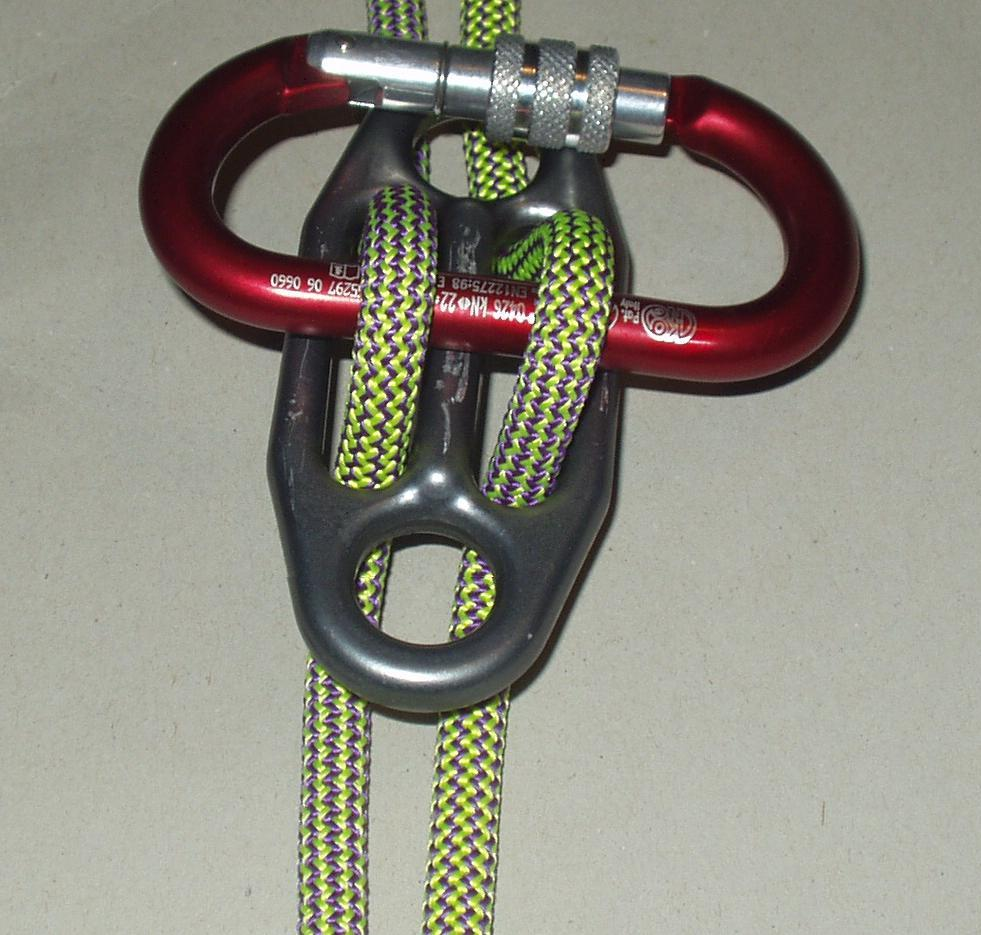
Płytka przewodnicka - przyrząd asekuracyjno-zjazdowy
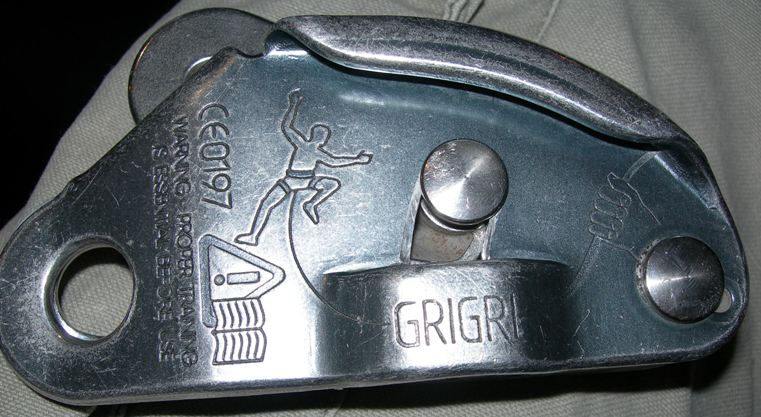
Gri-gri - automatyczny przyrząd asekuracyjno-zjazdowy